# Champagne valse
Pour plus de détails, voir Fiche technique et Distribution.
Champagne valse (Champagne Waltz) est un film américain en noir et blanc réalisé par A. Edward Sutherland, sorti en 1937.

## Synopsis
La rivalité entre une salle de valses viennoises et un Club de jazz américain qui s'installe à côté.

## Fiche technique
- Titre original : Champagne Waltz
- Titre français : Champagne valse
- Réalisation : A. Edward Sutherland
- Scénario : Billy Wilder, Frank Butler, Don Hartman et H.S. Kraft
- Photographie : William C. Mellor
- Montage : Paul Weatherwax
- Production : Harlan Thompson et William LeBaron
- Société de production : Paramount Pictures
- Pays d'origine : États-Unis
- Format : noir et blanc - 1,37:1 - Mono
- Genre : comédie
- Durée : 87 min
- Dates de sortie : 
  -  France : 5 février 1937
  -  France : 22 janvier 1937

## Distribution
- Gladys Swarthout : Elsa Strauss
- Fred MacMurray : Buzzy Bellew
- Jack Oakie : Happy Gallagher
- Frank Veloz : Larry
- Yolanda Casazza : Anna
- Herman Bing : Max Snellinek
- Fritz Leiber : Franz Strauss
- Ernest Cossart : Serveur
- Maude Eburne : Mme Scribner
- Vivienne Osborne : Comtesse Mariska
- Benny Baker : Flip

Et, parmi les acteurs non crédités :
- Rudolph Anders : l'Empereur François-Joseph
- Raymond Brown : Commissaire
- Richard Carle : Messager
- Dennis O'Keefe : le danseur sur le Beau Danube bleu
- Frances Raymond : invitée au concert
- Michael Visaroff : Ivanovitch

## Source
- Champagne valse et les affiches françaises du film, sur EncycloCiné